# Adult Video News
Adult Video News é uma revista relacionada com o cinema pornô. Ela é comercializada pela Adult Video Production, Adult Novelty Production e Adult Retailing industry, todas dos Estados Unidos.
Em 1984 foi criado o prêmio da AVN, o AVN Award, que é realizado no começo de todos os anos. É considerado o prêmio mais importante da indústria pornô mundial.
No ano de 2008 o primeiro brasileiro ganhou um prêmio da AVN, em uma das categorias mais importante, a atriz Mônica Mattos, ganhou o AVN de melhor atriz internacional, por sua performance em Devassa, filme da produtora Brasileirinhas.